# Глізе 581 g
Глізе 581 g (англ. Gliese 581 g) — непідтверджена екзопланета на орбіті червоного карлику Глізе 581, який знаходиться у сузір'ї Терезів, за 20,4 світлових років від Землі. Це шоста планета, знайдена у планетній системі Глізе 581 й четверта планета за відстанню від зірки. Про її відкриття було оголошено Екзопланетним оглядом Лік-Карнегі наприкінці вересня 2010 року, після десятирічних спостережень.

## Опис планети
Можливо, у Глізе 581 g є атмосфера й рідка вода. У деяких джерелах передбачається, що ландшафт планети кам'янистий та скелястий. Радіус планети — від 1,2 до 1,5 радіуса Землі, маса — від 3,1 до 4,3 маси Землі, період обертання навколо зорі — 36,6 земних діб. Велика піввісь орбіти — близько 0,146 астрономічних одиниць. Прискорення вільного падіння на поверхні більше, ніж на Землі в 1,1-1,7 раза. Середня температура на поверхні Глізе 581 g, за оцінками вчених, становить від −31 °С до −12 °С, реальна ж температура поверхні становить −34 °С на нічній стороні і 71 °С на сонячній стороні.
Є припущення, що з огляду на близькість до зірки планета завжди звернена до неї однією стороною. Як показує моделювання таких сценаріїв, за певних умов вся атмосфера на таких планетах може конденсуватися на темній стороні. Однак за наявності досить щільної атмосфери тепло, що одержується від зірки, розподілятиметься більш рівномірно, тим самим створюючи більш широкі зони проживання.

## Можливість життя на планеті
Австралійський учений Рагбір Бхатал, що працює в проекті SETI, стверджує, що планета може бути населена. Такий висновок він зробив на основі виявлених у грудні 2008 року в районі планети різких спалахів, що нагадують дію лазера. Проте ці дані поки не підтверджені іншими вченими.

## Планета у масовій культурі
У фільмі "Морський бій" на Землю прибувають ворожі жителі з планети Глізе 581 g.
У науково-фантастичній повісті "Не будуйте планів на серпень" Петра Лущика розповідається про прибуття на Землю далеких потомків трипільців, яких у давнину забрали до себе астронавти із планети Глізе 581 g.